# Rzgów (ville)
Pour les articles homonymes, voir Rzgów.
Rzgów (prononciation [ʐɡuf]) est une ville de Pologne, située au centre du pays dans la voïvodie de Łódź. 
Elle est le chef-lieu de la gmina mixte de Rzgów dans le powiat de Łódź-est.
Rzgów se situe à environ 14 km au sud de Łódź (capitale de la voïvodie) et à 140 km au sud-ouest de Varsovie (capitale de la Pologne).
Sa population s'élevait à 3 338 habitants en 2006.

## Histoire
Rzgów a obtenu le statut de ville en 1467 et les perd en 1870 pour redevenir village. En 2006, Rzgów retrouve son statut de ville.

## Administration
De 1975 à 1998, le village était attaché administrativement à l'ancienne voïvodie de Łódź.

Depuis 1999, il fait partie de la nouvelle voïvodie de Łódź.

## Jumelages
Saint-Nicolas-du-Pélem (France)

## Galerie

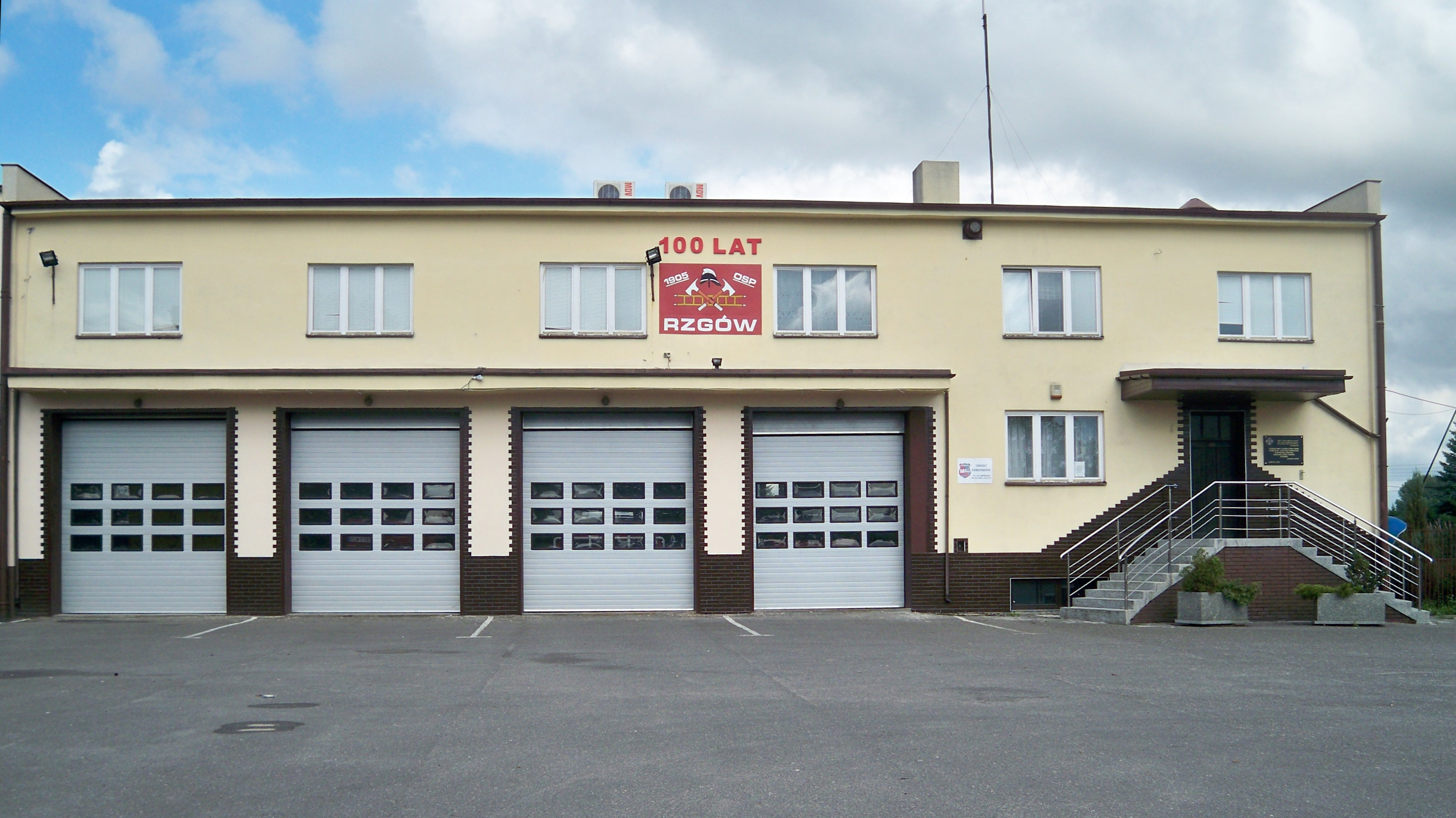
Caserne de pompiers